# مایکا یاماموتو
مایکا یاماموتو (山本 舞香 Yamamoto Maika, زادهٔ ۱۳ اکتبر ۱۹۹۷) هنرپیشه، سلبریتی، و مدل اهل ژاپن است. وی از سال ۲۰۱۱ میلادی تاکنون مشغول فعالیت بوده است. از نقش‌های برجسته وی می‌توان به کائده کایانو در آنساتسو کیوشیتسو (۲۰۱۵)، چیومی فوری‌کیری در عاشق کوچک من (۲۰۱۵)، و توکا کیریشیما در توکیو غول اس (۲۰۱۹) اشاره کرد.

## زندگی‌نامه
یاماموتو در اکتبر سال ۱۹۹۷ در استان توتوری، ژاپن به دنیا آمد و اولین سرگرمی خود را به عنوان چهاردهمین دختر میتسویی ری‌هاوس در سال ۲۰۱۱ انجام داد. نخستین نقش بازیگری او در سال ۲۰۱۱ و در مجموعهٔ فوجی تلویژن تحت عنوان سوره دمو، ایکیته یوکو بود. در ۱۵ سالگی برای تحصیل در دبیرستان خصوصی به توکیو نقل مکان کرد و در عین حال حرفهٔ بازیگری را دنبال کرد. در سال ۲۰۱۵ او در نقش کائده کایانو در فیلم کلاس آدم‌کشی، اقتباس سینمایی از مانگای ماتسویی یوسی بازی کرد. در همان سال او نقش اصلی چیومی هوریکیری، رقصنده و نویسنده جوانی را در اقتباس فوجی تلویژن در سال ۲۰۱۵ از مانگای شیگکو اوچیدا تحت نام مینامی کون نو کویبیتو بازی کرد که توانایی کوچک شدن داشت.
یاماموتو در نوجوانی یک مدل انحصاری برای مجلهٔ نیکولا بود. اولین کتاب عکس او توسط کودانشا در مارس ۲۰۱۸ منتشر شد.